# Хоакін Фернандес Морено
Хоакін Фернандес Морено (ісп. Joaquín Fernández Moreno, нар. 31 травня 1996, Уеркаль-де-Альмерія) — іспанський футболіст, захисник турецького «Трабзонспора».

## Ігрова кар'єра
Народився 31 травня 1996 року в місті Уеркаль-де-Альмерія. Вихованець футбольної школи клубу «Альмерія».
У дорослому футболі дебютував 2013 року виступами за команду «Альмерія Б», а за два роки дебютував у складі головної команди «Альмерії».
31 серпня 2018 року уклав п'ятирічний контракт з клубом «Реал Вальядолід», що саме здобув право виступів у Ла-Лізі.
30 червня 2023 року підписав контракт на два роки з турецьким «Трабзонспором».